# نترات الجاليوم
نترات الجاليوم (بالإنجليزية: Gallium nitrate)‏ هو دواء يُستعمل في علاج:
- فرط كالسيوم الدم[8]